# Diodoro Zona
Diodoro Zona (in greco antico: Διόδωρος Ζωνᾶς?, Diódōros Zōnâs; Sardi, ... – ...; fl. I secolo a.C.) è stato un poeta greco antico; alcuni dei suoi epigrammi sono citati nella Corona di Filippo di Tessalonica.

## Biografia
Zona fu protagonista delle guerre mitridatiche, incitando le città soggette al re del Ponto alla ribellione. È considerato una persona differente da un altro Diodoro (detto il Giovane), suo contemporaneo ed epigrammista di Sardi, che fu uno stretto amico di Zona.